# Гадсон Остін
Гадсон Остін (англ. Hudson Austin; 26 квітня 1938 — 24 вересня 2022) — військовий та політичний діяч Гренади. Після убивства Моріса Бішопа сформував військовий уряд.

## Життєпис
Був одним із перших членів військового крила руху ДЖУЕЛ, брав участь у військових навчаннях у Гаяні та Тринідаді і Тобаго. 1979 узяв участь у перевороті, який привів до влади Моріса Бішопа. Після цього Остін очолив збройні сили країни.
У жовтні 1983, коли фактичним главою уряду став Бернард Коард, Остін підтримав арешт Бішопа й усунення його від влади. Невдовзі почались народні демонстрації, які вимагали звільнення Бішопа. Під час однієї з таких акцій його було звільнено з-під домашнього арешту. Зрештою Моріса Бішопа було розстріляно разом із кількома його прибічниками.
Після цього Остін розформував чинний уряд та сформував Революційну військову раду, яку сам й очолив. На радіо він виголосив промову, в якій заявив: «Революційні збройні сили були вимушені штурмувати форт, а в результаті серед інших загинули Моріс Бішоп, Юнісон Вайтмен, Вінсент Ноел, Жаклін Крефт, Норріс та Фіцрой Бейни». Після цього він запровадив чотириденну комендантську годину, заявивши «Ніхто не має залишати свого будинку. Кожен, хто порушить комендантську годину, буде розстріляний».
Військовий уряд діяв упродовж шести днів, допоки США не вторглись до Гренади 25 жовтня 1983. Остін був заарештований разом із тими особами, які або приймали рішення про страту Бішопа, або виконували вирок. 1986 був засуджений до смерті разом із Коардом та іншими лідерами перевороту, втім той вирок було замінено на довічне ув'язнення.
Був звільнений з в'язниці 18 грудня 2008 року.
Помер 24 вересня 2022 року.